# خوزف میراندا
خوزف میراندا (انگلیسی: Josete Miranda؛ زادهٔ ۲۲ ژوئیهٔ ۱۹۹۸) بازیکن فوتبال اهل اسپانیا است.
از باشگاه‌هایی که در آن بازی کرده‌است می‌توان به باشگاه فوتبال رئال مادرید اشاره کرد.
وی همچنین در تیم ملی فوتبال گینه استوایی بازی کرده‌است.